# Rhaphuma paucis
Rhaphuma paucis là một loài bọ cánh cứng trong họ Cerambycidae.